# 阿富汗内战 (1928年–1929年)
阿富汗内战是阿富汗1928年11月14日至1929年10月13日爆发的一场内战，由哈比布拉·卡拉卡尼的萨卡维主义军队与其他部落和阿富汗王国君主作战，最终穆罕默德·纳第尔·沙阿取胜。尽管萨卡维主义军队最初获得了一些胜利，如占领喀布尔并击败阿曼諾拉汗, 但最终被击败。内战期间，苏联曾出兵阿富汗打击与萨卡维主义军队有合作关系的巴斯玛奇运动。